# Luchthaven Ben-Gurion
De luchthaven Ben-Gurion (IATA: TLV, ICAO: LLBG), Engels: Ben Gurion (International) Airport, Hebreeuws: נמל התעופה בן־גוריון - Namal HaTe'ufa Ben Guryon, is de luchthaven van Tel Aviv en de belangrijkste en grootste luchthaven van Israël. De luchthaven, vernoemd naar Israëls eerste premier David Ben-Gurion (1886-1973), ligt ca. 15 km ten zuidoosten van Tel Aviv, tussen de voorsteden Lod en Or Yehuda, en ca. 50 km ten noordwesten van Jeruzalem.

## Bereikbaarheid
De luchthaven ligt aan de autosnelweg van Tel Aviv naar Jeruzalem. Sinds oktober 2004 is er een sneltreinverbinding naar Tel Aviv,
en sinds september 2018 is er treinverbinding met Jeruzalem,  waardoor ook Haifa en Nahariya goed te bereiken zijn. Ook zijn er diverse busverbindingen en zijn er deeltaxi’s (sjeroets) beschikbaar.

## Geschiedenis
De start- en landingsbaan en Terminal 1 zijn reeds gedurende de Britse mandaatstijd (midden jaren 1930) bij Lydda aangelegd, oorspronkelijk voor Brits militair gebruik. Aanvankelijk heette het vliegveld Wilhelma, later Lydda. De eerste regelmatige civiele verbinding was die naar Egypte. Later kwamen er bestemmingen als Nicosia, Beiroet en Bagdad bij. Eind jaren 1930 werden de banen verlengd en kwamen er vluchten naar Europa bij. Eind april 1948 verlieten de Britten het terrein en werd het voor korte tijd door Jordaanse troepen overgenomen. In juli veroverde het inmiddels opgerichte Israëlische defensieleger het vliegveld en heropende het onder de naam Lod. Als openingsvlucht landde er een toestel uit Praag. Reeds in het eerste jaar werden er 40.000 passagiers verwerkt. In de jaren 1950 werd er een nieuwe terminal gebouwd en werd de baan verlengd tot 2400 m. In 1961 volgde eerste intercontinentale vlucht van de El Al naar New York.
In oktober 1973 zakte het luchtverkeer sterk in ten gevolge van de Jom Kipoeroorlog, waarna het in de jaren 1980 weer flink groeide. In 1990 werd Terminal 2 geopend, vooral wegens de sterke toestroom van immigranten uit o.a. de vroegere Sovjet-Unie.
In 2004 is de nieuwbouw van Terminal 3 afgerond, die als een van de modernste ter wereld geldt. De capaciteit van de luchthaven is daarmee ca. 16 miljoen passagiers per jaar. Tevens kwam in dat jaar de sneltreinverbinding met Tel Aviv gereed.

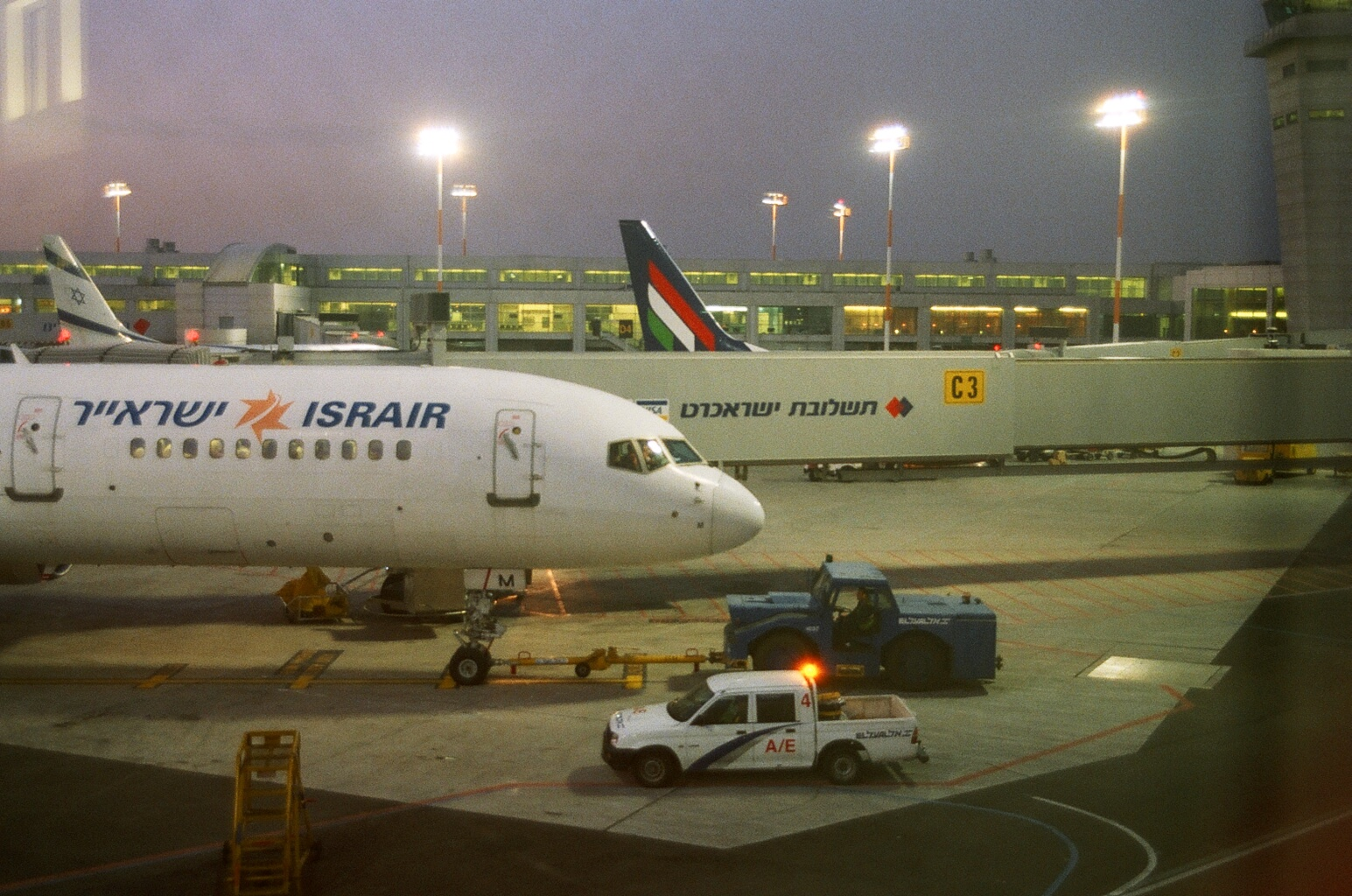
Ben-Gurion bij avond

## Veiligheid
De luchthaven Ben-Gurion geldt als een van de veiligste ter wereld. De beveiliging omvat verschillende niveaus.
- Alle auto’s, taxi’s, bussen en vrachtwagens gaan door een eerste veiligheidscontrole voordat ze op het luchthaventerrein komen. Gewapende veiligheidsagenten controleren de voertuigen ter plaatse en maken een praatje met de chauffeur en de passagiers.
- Gewapend veiligheidspersoneel bij de terminalingangen houdt zorgvuldig iedereen in de gaten die de gebouwen binnengaat. Als iemand zich verdacht gedraagt of zenuwachtig lijkt, kan hij meteen worden ondervraagd om zijn intenties te onderzoeken. Gewapende undercover-agenten patrouilleren buiten de gebouwen, en verborgen camera’s zijn continu actief.[3]
- Binnen de gebouwen patrouilleren continu zowel geüniformeerde als in burger geklede veiligheidsagenten.
- Vertrekkende passagiers worden persoonlijk door veiligheidsagenten ondervraagd reeds voordat ze bij de check-in komen. Zo’n ondervraging kan vijf minuten duren, maar ook een half uur of langer als de passagier er voor verdere controle uit wordt gehaald. De bagage kan worden geopend, en men wordt zo nodig gefouilleerd. Vervolgens gaan alle koffers en tassen door een röntgenapparaat, voordat de passagiers bij de incheckbalie komen. Bij de check-in gaat de handbagage nogmaals door een röntgenapparaat.
- Na de check-in wordt de ingecheckte bagage in een drukkamer geplaatst om op eventuele explosieven te controleren. De passagiers gaan intussen door de persoonlijke veiligheidscontrole en paspoortcontrole zoals op elke luchthaven. Voor het instappen worden de paspoorten en instapkaarten nogmaals gecontroleerd.
- De veiligheidsprocedures voor inkomende vluchten zijn minder stringent, maar passagiers kunnen worden ondervraagd door de paspoortcontrole afhankelijk van hun woonland of landen die zij eerder bezochten. Passagiers die kort geleden landen bezochten waar Israël mee in oorlog was, kunnen verder worden ondervraagd,[4]
- Palestijnse passagiers met een Israëlisch paspoort kunnen via de luchthaven Ben-Gurion reizen; andere personen met een Palestijnse achtergrond[5]  reizen in principe -na toestemming van Israël- via Jordanië over de Allenbybrug (over de rivier de Jordaan).[6]

## Luchtvaartmaatschappijen
De luchthaven Ben-Gurion is de thuishaven voor de Israëlische luchtvaartmaatschappijen El Al, Arkia,
Sun d'Or International Airlines, Israir en CAL Cargo Air Lines. Verder is de luchthaven een bestemming van onder (veel) meer de volgende luchtvaartmaatschappijen:
| - Adria Airways - Aegean Cronus Airlines - Aeris - Aeroflot - Air Adriatic - Air Alfa - Air Anatoylia - Air Canada - Air France - Air Sinai - Air Slovakia - Alitalia - Arkia - Atlas International Airlines | - Austrian - Azerbaijan Airlines - Balkan Bulgarian Airlines - Belavia - BH Air - Blue Panorama - Bosphorus Airways - British Airways - Brussels Airlines - Bulgarian Air Charter - CAL Cargo Air Lines - Corendon Airlines - Croatia Airlines - Cyprus Airways | - Czech Airlines - EasyJet - El Al - Ethiopian Airlines - Finnair - Fischer Air - Freebird Airlines - Futura - Helios Airlines - Iberia - Israir - Jetairfly | - KLM - Latpass Airlines - Lithuanian Airlines - LOT Polish Airlines - Lufthansa - MNG Airlines - Olympic Airlines - Onurair - Royal Jordanian - Saratov Airlines - S7 Airlines - Sky Airlines - Sun d'Or International Airlines | - Sun Express - Swiss International Air Lines - Tandem Aereo - Tarom - Thai Airways International - Transavia - Travel Service Budapest - Travel Servis - Turkish Airlines - Ural Air - Uzbekistan Air |